# Nelson Juan López
Nelson Juan López (Bell Ville, Córdoba; 24 de junio de 1941) fue un futbolista argentino. Se desempeñaba como defensor y su primer club fue River Plate. Integró el plantel de la Selección Argentina en la Copa Mundial de Fútbol de 1966.

## Carrera
Si bien nació en Bell Ville, López se radicó en Buenos Aires desde pequeño. Jugaba preferentemente como marcador de punta por izquierda; realizó las divisiones formativas en River Plate, club en el que debutó en 1961, jugando 7 partidos en el campeonato de ese año.
La falta de oportunidades hizo que pasara a Rosario Central, en el que tampoco tuvo mayor participación, habiendo jugado sólo 2 partidos.  En 1963 jugó en Internacional de Porto Alegre, con el que fue subcampeón del Campeonato Gaúcho.
Al año siguiente pasó a Banfield, donde mostró sus mejores dotes futbolísticas entre 1964 y 1968, llegando a disputar 170 partidos con la casaca del Taladro. Sus buenas actuaciones le valieron ser convocado a la Selección Argentina.
Prosiguió en Huracán (25 encuentros jugados) y en San Lorenzo de Mar del Plata; en este último obtuvo la Liga Marplatense en 1971 y 1972, jugando además el Nacional 1972.

## Selección nacional
Integró el plantel argentino durante la Copa Mundial de Fútbol de 1966, aunque no llegó a jugar en el torneo. En total vistió 7 veces en su carrera la casaca de la Selección Argentina.

### Participación en Copas del Mundo
| Edición      | Sede       | Resultado    |
| ------------ | ---------- | ------------ |
| Mundial 1966 | Inglaterra | 4.° de final |

### Partidos en la Selección
| Instancia | Fecha      | Rival      | Resultado |
| --------- | ---------- | ---------- | --------- |
| Amistoso  | 22-08-1967 | México     | 1-2       |
| Amistoso  | 13-10-1967 | Paraguay   | 1-1       |
| Amistoso  | 15-05-1968 | Paraguay   | 0-2       |
| Amistoso  | 29-08-1968 | Perú       | 2-2       |
| Amistoso  | 01-09-1968 | Perú       | 1-1       |
| Amistoso  | 22-12-1968 | Yugoslavia | 1-1       |
| Amistoso  | 19-03-1969 | Paraguay   | 1-1       |

## Clubes
| Club                         | País      | Año       |
| ---------------------------- | --------- | --------- |
| River Plate                  | Argentina | 1961      |
| Rosario Central              | Argentina | 1962      |
| Inter de Porto Alegre        | Brasil    | 1963      |
| Banfield                     | Argentina | 1964-1968 |
| Huracán                      | Argentina | 1969-1970 |
| San Lorenzo de Mar del Plata | Argentina | 1971-1972 |